# István Móna
István Móna (Nyíregyháza, 17 settembre 1940 – Budapest, 28 luglio 2010) è stato un pentatleta ungherese.

## Palmarès
In carriera ha conseguito i seguenti risultati:
- Giochi olimpici:

Città del Messico 1968: oro nel pentathlon moderno a squadre.
- Mondiali:

Magglingen 1963: oro nel pentathlon moderno a squadre.
Lipsia 1965: oro nel pentathlon moderno a squadre.
Melbourne 1966: oro nel pentathlon moderno a squadre.
Jönköping 1967: oro nel pentathlon moderno a squadre.